# Кэйрд, Морин
Морин Кэйрд(-Джонс) (англ. Maureen Caird(-Jones); род. 29 сентября 1951, Cumberland, Новый Южный Уэльс) — австралийская легкоатлетка (барьерный бег, прыжок в длину), чемпионка Игр Содружества и Олимпийских игр 1968 года в Мехико (Мексика), мировая рекордсменка.

## Биография
Кэйрд родилась в Камберленде (Новый Южный Уэльс) и начала соревноваться в лёгкой атлетике в подростковом возрасте. Её тренировала Джун Фергюсон, бывший тренер четырёхкратной олимпийской чемпионки Бетти Катберт.
Кэйрд выступала в нескольких видах, но бег на 80 метров с барьерами был её лучшим видом. В 1967 году она выиграла соревнования по бегу на 80 метров с барьерами среди юниоров (до 18 лет) и пятиборью на чемпионате Австралии.
На чемпионате 1968 года она защитила свой титул чемпионки среди юниоров в беге с препятствиями, а также выиграла прыжки в длину. Кейрд также участвовала в соревнованиях среди взрослых, заняв второе место в беге на 80 и 100 метров с барьерами после Пэм Килборн, которая была признана лучшей в мире женщиной-барьеристом.
На Олимпийских играх Кэйрд, которой на тот момент было всего 17 лет, была самым молодым членом австралийской команды. К удивлению большинства наблюдателей, Кэйрд пересекла черту первой, установив новый мировой рекорд — 10,39 с. Это достижение сделало Кэйрд самой молодой олимпийской чемпионкой по лёгкой атлетике на тот момент (в 1972 году самой молодой чемпионкой стала Ульрике Мейфарт).
На Играх Содружества 1970 года она финишировала второй после Килборн в беге на 100 метров с барьерами — это несмотря на то, что во время соревнований страдала инфекционным мононуклеозом.
Её попытка защитить свой олимпийский титул на следующей Олимпиаде в Мюнхене не увенчалась успехом — ей не удалось пройти отборочные соревнования.
Кэйрд ушла на пенсию из-за болей в животе. Впоследствии у неё был диагностирован рак.

## Награды
Кэйрд была введена в Зал спортивной славы Австралии в 1986 году. В 2000 году она получила Австралийскую спортивную медаль.